# Trang Thuận Hoàng quý phi (Minh Thế Tông)
Trang Thuận Hoàng quý phi (chữ Hán: 莊順皇貴妃, 1520-1580), Thẩm thị, là một phi tần của Minh Thế Tông Gia Tĩnh Hoàng đế. Bà nổi tiếng là cùng Đoan Hòa Hoàng quý phi Vương thị có được việc [Lưỡng phong Hoàng quý phi] trong lịch sử Trung Quốc. Bà không có một người con nào với Gia Tĩnh đế.

## Minh triều tần phi
Hoàng quý phi họ Thẩm, sinh ra vào năm thứ 12 Chính Đức (1520). Nguyên quán gia tộc bà ở Giang Nam, xét ra là cùng họ với mẫu thân của Từ Hiếu Hiến Hoàng hậu Tưởng thị- sinh mẫu của Gia Tĩnh đế. Cha của bà là Tần Thiên (秦天), giữ chức Giám sát Nam Kinh, mẹ bà là Diễm thị (琰氏).
Năm 1530, Gia Tĩnh năm thứ 9, Thẩm thị dự tuyển tú nữ nhập cung, lúc này mới 11 tuổi. Năm 1531, Thẩm thị được sắc phong làm Hy tần (僖嫔), một trong Cửu tần ngụ ở hoàng cung. Ngày 2 tháng 3, khi được sơ phong, Thẩm thị đứng thứ 8 trong số Cửu tần. Ngoài Thẩm thị, còn có tám người nữa là: Đức tần Phương thị, Khang tần Đỗ thị, Lệ tần Diêm thị, Trang tần Vương thị, Hiền tần Trịnh thị, Hòa tần Lư thị, Cung tần Giang thị.
Năm thứ 13 (1534), Hoàng hậu Trương Thất Tỉ bị phế mà không rõ lý do, có thuyết cho rằng Trương Hoàng hậu đã nói giúp em trai của Hiếu Thành Kính Thái hậu, khiến Gia Tĩnh Đế giận dữ mà phế truất bà, giam vào biệt cung. 9 ngày sau, Hoàng đế lập Đức tần Phương thị làm Hoàng hậu. Lúc này Hy tần Thẩm thị, 14 tuổi, được sách phong làm Thần phi (宸妃). Năm ấy Lệ tần Diêm thị cũng được tấn phong Lệ phi (丽妃), hai vị là hai người có tốc độ thăng vị nhanh nhất trong hậu cung, cho thấy lúc này Thẩm thị rất được sủng ái.
Năm thứ 15 (1536), Thần phi Thẩm thị cùng Lệ phi Diêm thị tấn phong Quý phi. Lúc này các vị phi tần khác mới được sắc phong, như Vương Trang tần phong Chiêu phi, Đỗ Khang tần phong Khang phi,...Lúc này Thẩm Quý phi đương mới mười sáu tuổi, dựa vào phân vị cao quý mà có thể đoán định bà cơ hồ đắc sủng nhất nhì hậu cung.
Năm thứ 20 (1540), Gia Tĩnh đế ra chỉ dụ đồng tấn phong Quý phi Thẩm thị và Chiêu phi Vương thị làm Hoàng quý phi, từ đó xảy ra việc [Lưỡng phong Hoàng quý phi] độc nhất trong lịch sử Trung Quốc. Thường thì hậu cung chỉ lập một Chính nhất phẩm Hoàng quý phi, nhưng ở đây Gia Tĩnh phá lệ cho hai người cũng hưởng một phân vị, xem ra là đối với Thẩm thị và Vương thị hết mực ân sủng. Thẩm thị trở thành Hoàng quý phi khi mới hai mươi tuổi.
Minh Thế Tông là một người rất sùng Đạo giáo, vì muốn được bất tử mà ông đã cho mời rất nhiều phương sĩ vào cung luyện đan. Theo lời phương sĩ Đào Trọng Văn, nguyên liệu luyện thuốc là lấy kinh lần đầu của các thiếu nữ. Nghe theo lời đó, hoàng đế cho tuyển mộ khắp kinh thành hàng ngàn thiếu nữ tuổi từ 12 đến 15 để lấy nguyên liệu luyện đan. Để đảm bảo chất lượng máu, các cô gái thường xuyên bị bỏ đói và đánh đập, hơn 200 người đã chết vì đói khát, họ nảy sinh oán hận ngút trời, chỉ chờ dịp báo thù.Trong cung, Thế Tông sủng ái Vương Ninh tần và Tào Đoan phi. Tào thị đắc sủng nên sinh kiêu không coi ai ra gì, thậm chí còn mắng chửi các phi tần khác, lấn át cả Phương Hoàng hậu. Vương Ninh tần lại vừa bị thất sủng nên rất căm phẫn Tào Đoan phi. Năm Nhâm Dần, Gia Tĩnh năm thứ 21 (1542), đêm ngày 17 tháng 1 cùng năm, xảy ra sự kiện Sự biến hậu cung năm Nhâm Dần. Sau sự kiện vô tiền khoáng hậu này, Tào Đoan phi bị xử lăng trì, Hoàng quý phi Thẩm thị thương Ninh An công chúa Chu Lộc Trinh, con gái của Tào Đoan phi mồ côi mất mẹ nên hết mực chiếu cố. Hoàng quý phi không có con, Gia Tĩnh đế ban Ninh An công chúa cho, Hoàng quý phi nuôi nấng rất tận tình.
Năm 1555, Ninh An công chúa Chu Lộc Trinh hạ giá lấy Phò mã Lý Hòa (李和). Số lượng của hồi môn của Công chúa không nhỏ, trong đó phần lớn là từ Hoàng quý phi Thẩm thị trao tặng. Trong lễ thành hôn, Hoàng quý phi cũng đích thân đưa tiễn.
Năm 1580, Hoàng quý phi Thẩm thị quy tiên, thọ 60 tuổi. Minh Mục Tông dâng thụy hiệu cho bà là Trang Thuận An Vinh Trinh Tĩnh Hoàng quý phi (庄顺安荣贞静皇貴妃), kính gọi Trang Thuận Hoàng quý phi (莊順皇貴妃), táng tại Tang lăng.